# Barnamorden i Atlanta
Barnamorden i Atlanta var en serie mord i Atlanta, Georgia, USA på ett trettiotal afro-amerikanska barn och ungdomar under åren 1979–1981.
Man befarade att en seriemördare var i farten, och i maj 1981 grep polisen i Atlanta en svart ung man vid namn Wayne Williams, född 27 maj 1958, och han blev genast misstänkt för att vara ansvarig för åtminstone ett dussin av morden, men han åtalades endast för två av dessa.
Långtifrån alla var övertygade om att Williams var mördaren. Det finns andra som framför att vid tiden för morden fanns åtminstone en grupp pedofiler verksamma i fattiga svarta delar av Atlanta. Andra menar att det var Ku Klux Klan som låg bakom en stor del av morden i syfte att genera den nya svarta ledningen i staden och att indirekt starta ett raskrig.
Williams dömdes till livstids fängelse.